# 樊瑩
樊瑩（1434年—1508年），字廷璧，浙江衢州府常山縣（今浙江省常山縣）人，明朝政治人物，官至南京刑部尚书。

## 生平
景泰七年（1456年）丙子科浙江鄉試第十名舉人，天順八年（1464年）登甲申科进士，因病歸養。久之，授行人，出使四川，不受馈赠。成化八年（1472年），升监察御史。平定山东盗乱，清軍江北、按察云南等地，都有功绩，出任松江府知府。丁忧去官，除服，起為平阳府知府。
弘治初年，經侍郎黃孔昭、尚书王恕举荐，升任河南按察使。四年后，升任应天府府尹。弘治七年（1496年），升南京工部右侍郎，改南京右副都御史，巡抚湖广等地。歷遷南京刑部右侍郎、刑部尚书等。因得罪刘瑾，被削籍罰米。刘瑾事败后復官，贈太子少保，謚清簡。